# BEST-EST
BEST-EST è il primo album live della cantante giapponese Masami Okui pubblicato il 4 giugno 1999 dalla Starchild. L'album ha raggiunto la ventunesima posizione della classifica degli album più venduti in Giappone, vendendo 31 530 copie.

## Tracce
CD1
1. Dare Yori mo Zutto... (誰よりもずっと...)
2. Yume ni Konnichiwa ~Willow Town Monogatari~ (夢にこんにちわ ～ウイロータウン物語～)
3. REINCARNATION
4. My Jolly Days
5. It's DESTINY -Yatto Meguri Aeta- (It's DESTINY -やっと巡り会えた-)
6. Live Alone... Sennen Tattemo (Live alone... 千年たっても)
7. Get along
8. MASK
9. Shake it
10. Jama wa Sasenai (邪魔はさせない)
11. naked mind
12. J
13. spirit of the globe

CD2
1. Rinbu-revolution
2. I can't... (a.c. version)
3. Souda, Zettai. (そうだ、ぜったい。)
4. Birth
5. Taiyou no Hana (太陽の花)
6. AKA (朱 -AKA-)
7. Koishimasho Nebarimasho (恋しましょ ねばりましょ)
8. Never die
9. Key
10. Tenohira no Hahen (手のひらの破片)
11. Tenshi no Kyuusoku (天使の休息)